# Dschubba

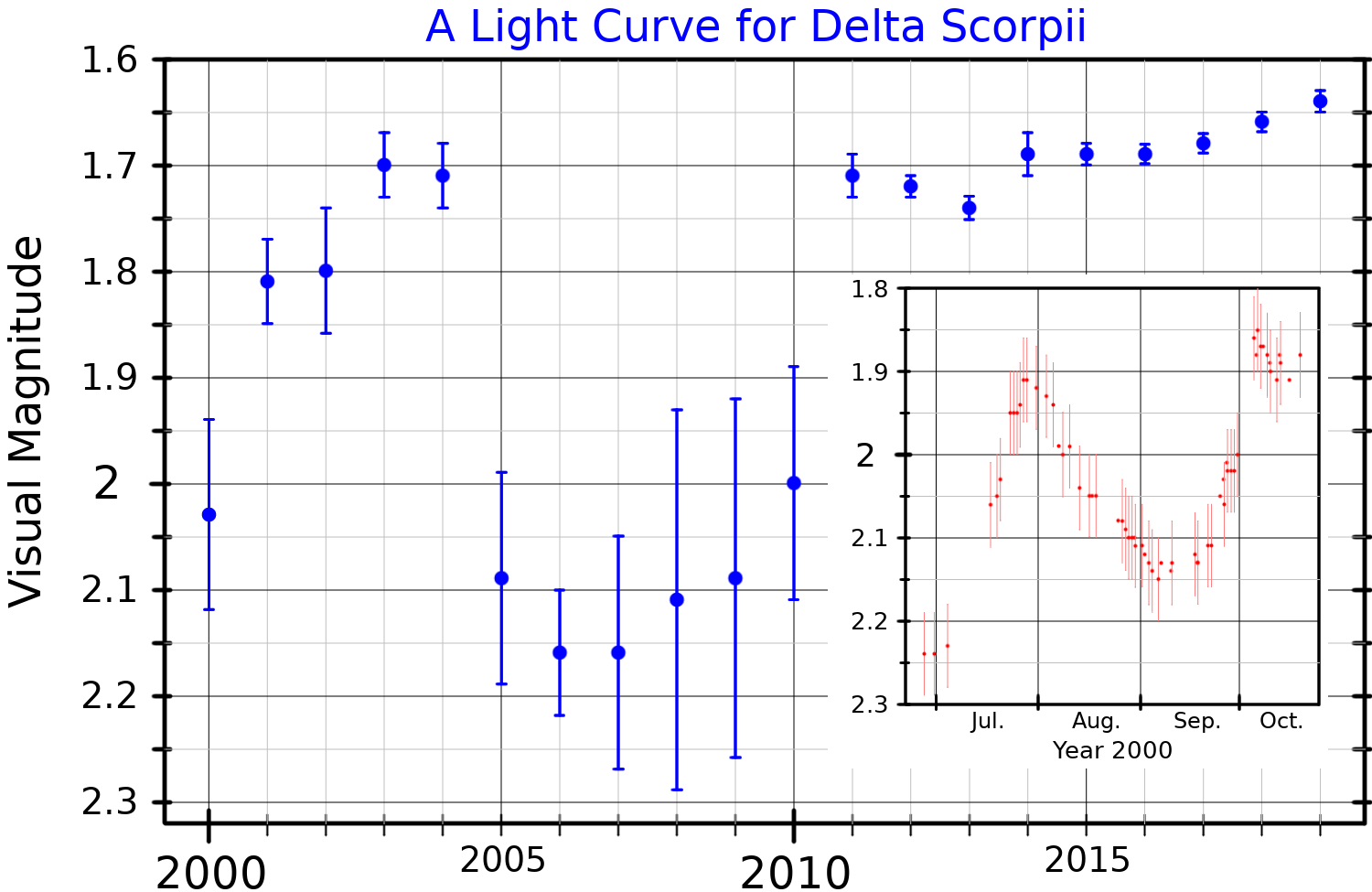
Lichtkromme van Dschubba

Dschubba (delta Scorpii) is een heldere ster in het sterrenbeeld Schorpioen (Scorpius). De ster staat ook bekend als Iclarkrau.
Dschubba had voor Juni 2000 een constante helderheid van magnitude 2,32 en was de vijfde ster in volgorde van helderheid in de Schorpioen. In juni van 2000 echter ontdekte de Argentijn Sebastián Otero dat de ster helderder leek dan gewoonlijk. In december was de ster de op een na helderste ster in de Schorpioen na Antares. Spectra genomen van de ster lieten zien dat er sinds de uitbarsting gassen van de ster ontsnappen met name in het gebied van de evenaar van de ster. In de jaren na de uitbarsting begon liep de helderheid van Dschubba uiteen van magnitude +1,6 tot +2,0 en in 2005 was de uitbarsting nog steeds gaande. Daarna bleef de helderheid ongeveer constant rond magnitude +2,0. Het gedrag van de ster lijkt op dat van Cih (gamma Cassiopeia) in de jaren 1930-1940.
Een mogelijke uitleg van deze bijzondere uitbarsting van Dschubba is een dichte nadering van de ster met een van de sterren die deel uitmaken van dit viervoudig stersysteem. De betreffende ster draait in een zeer elliptische baan om de hoofdster heen en de laatste dichte nadering vond plaats in de zomer van 2000, ongeveer toen de uitbarsting begon.